# Dillenia ovalifolia
Dillenia ovalifolia är en tvåhjärtbladig växtart som beskrevs av Hoogl. Dillenia ovalifolia ingår i släktet Dillenia och familjen Dilleniaceae. Inga underarter finns listade i Catalogue of Life.